# Eranga Rashila Dulakshi
Weerasing Pathiranage Eranga Rashila Dulakshi (* 21. März 1991) ist eine sri-lankische Leichtathletin, die im Hürden- und Hindernislauf an den Start geht und auch im Triathlon startet.

## Sportliche Laufbahn
Erste internationale Erfahrungen sammelte Eranga Rashila Dulakshi im Jahr 2011, als sie bei den Militärweltspielen in Rio de Janeiro im Hindernislauf in 10:42,01 min den fünften Platz belegte. 2013 belegte sie bei den Asienmeisterschaften in Pune in 10:18,39 min ebenfalls den fünften Platz und 2016 erreichte sie bei den Südasienspielen in Guwahati in 60,05 s den vierten Rang im 400-Meter-Hürdenlauf. Kurz darauf gewann sie bei den Hallenasienmeisterschaften in Doha in 4:37,10 min die Bronzemedaille im 1500-Meter-Lauf hinter der Bahrainerin Tigist Gashaw und Sugandha Kumari aus Indien.
In den Jahren 2010 und 2012 wurde Dulakshi sri-lankische Meisterin im Hindernislauf und siegte 2015 im 1500-Meter-Lauf sowie über 400 m Hürden.
2019 nahm sie im Duathlon an erneut an den Südasienspielen in Kathmandu teil und siegte dort mit einer Zeit von 1:05:58 h.

## Persönliche Bestleistungen
- 1500 Meter: 4:22,64 min, 2. Dezember 2012 in Colombo
- 400 m Hürden: 59,37 s, 26. Juli 2015 in Diyagama
- 3000 m Hindernis: 10:11,72 min, 9. November 2012 in Colombo